# Fluide frigorigène
Pour les articles homonymes, voir réfrigérant et Fluide caloporteur.

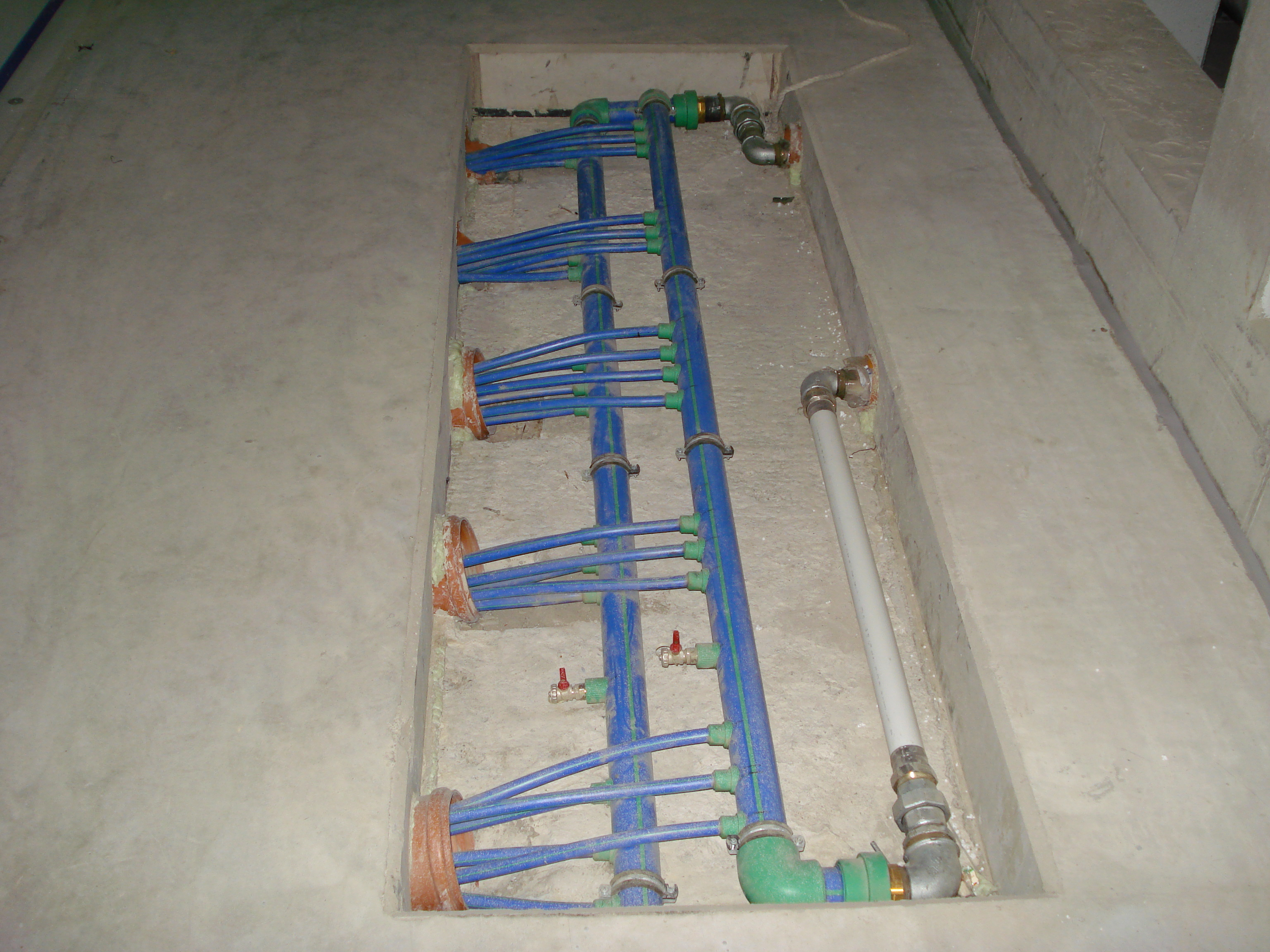
Tuyaux de fluide frigorigène (2007).

Un fluide frigorigène (ou réfrigérant) est un fluide qui permet la mise en œuvre d'un cycle frigorifique. Il peut être pur ou être un mélange de fluides purs présents en phase liquide, gazeuse ou les deux à la fois en fonction de la température et de la pression de celui-ci. Le fluide absorbe la chaleur à basse température et basse pression, puis libère la chaleur à une température et une pression plus élevées, généralement par un changement d'état. Les fluides frigorigènes sont utilisés dans les systèmes d'absorption de chaleur (climatisation, congélateur) ou dans les pompes à chaleur, qui absorbent l'énergie thermique à l'extérieur et les restituent à l'intérieur d'un local. Ces mêmes fluides peuvent tout aussi bien se retrouver dans d'autres applications mettant en œuvre d'autres cycles thermodynamiques, telles que les turbines à vapeur, et perdent alors ou non, suivant le contexte, leur qualificatif de fluide frigorigène.

## Propriétés
Stricto sensu, un fluide frigorigène ne met pas nécessairement en jeu un ou des changements d'état, tant qu'il permet la mise en œuvre d'un cycle frigorifique. Par exemple, le cycle de Brayton permet, en théorie comme en pratique, d'utiliser directement l'air comme fluide frigorigène. Néanmoins, ces applications sont généralement limitées aux environnements où l'air comprimé s'obtient conséquemment à l'environnement (avion, trains…). En pratique, comme en théorie, l'oxygène ou l'azote (des fluides courants sur notre planète) ne peuvent servir de réfrigérant de manière efficace. Ces fluides doivent répondre aux critères suivants :
- les fluides réfrigérants sont sélectionnés principalement pour leur grande propriété d'absorption de chaleur (ou énergie thermique) pour les systèmes de production de froid, et ou leur grande propriété de restitution de chaleur pour les systèmes de production de chaud. Les réfrigérants sont utilisés purs ou en mélange dans les métiers du froid et de la climatisation ;
- les pressions de vapeur saturante du fluide à la température de la source froide et de la source chaude doivent rester dans les plages de fonctionnement pratiques, c'est-à-dire que l'on évite les pressions trop basses à l'évaporation (sous la pression atmosphérique) et trop élevée sur la condensation (surcoût lié à la tenue mécanique) ;
- ces fluides doivent respecter des normes de sécurité plus ou moins contraignantes selon la nature des risques induits, liés à l'environnement, à la dangerosité pour l'homme (et tout être vivant) ;
- ils sont également choisis en fonction des températures de fonctionnement des deux échangeurs du circuit frigorifique concerné (le condenseur et l'évaporateur). En effet, les fluides utilisés pour obtenir des basses températures sont différents des fluides de climatisation par exemple ;
- enfin, leurs pressions (qui sont fonction des températures de service des échangeurs cités ci-dessus) doivent permettre leur utilisation dans un circuit frigorifique avec un dimensionnement raisonnable des éléments constitutifs de celui-ci (échangeurs, tuyauteries, compresseur, etc.). En effet, il ne serait pas rentable d'utiliser de l'azote pour faire de la climatisation, la pression nécessaire étant trop importante, ce qui nécessiterait des tuyaux très épais et un compresseur gigantesque.

Dans les climatisations, leur capacité à absorber une certaine quantité de chaleur par unité réfrigérante est généralement exprimée en kilowatt, parfois en BTU ou encore TR pour « tonne de réfrigération ».

## Catégories
On distingue parmi les gaz réfrigérants différentes catégories de molécules :
- les chlorofluorocarbures (CFC) ;
- les hydrochlorofluorocarbures (HCFC) ;
- les hydrofluorocarbures (HFC) ;
- les perfluorocarbures (PFC) ou hydrocarbures perfluorés ;
- les hydrocarbures ou composés organiques ne faisant pas partie des catégories précédemment citées ;
- les composés inorganiques comme l'ammoniac ;
- le CO2, abandonné lors de la découverte des gaz fluorés et de leurs propriétés, mais de nouveau utilisé aujourd'hui ;
- le R718 (eau) ;
- le R728 (air).

## Histoire

### Avant 1929
Les principaux gaz utilisés avant 1929, soit la première période du froid artificiel, étaient :
- le dioxyde de soufre (SO2) ;
- le chlorométhane (CH3Cl) ;
- le dioxyde de carbone (CO2) ;
- le chloroéthane (C2H5Cl) ;
- l’ammoniac (NH3).

Tous ces fluides avaient des propriétés thermodynamiques intéressantes, mais ils présentaient tous un inconvénient, par exemple un danger pour l’homme par leur toxicité (SO2, CH3Cl, C2H5Cl, NH3) ou le fait qu’ils étaient combustibles (CH3Cl, C2H5Cl, NH3) ou demandaient des tubes et compresseurs à très haute pression (CO2).

### Entre 1929 et le Protocole de Montréal (1987)
En 1929, un ingénieur américain, Thomas Midgley Jr., et son équipe produisent les premières molécules de dichlorodifluorométhane (CCl2F2) ou R12. Le R12 et les fluides frigorigènes de la même famille ont la propriété d’être relativement inoffensifs pour l’homme et d’être intéressants du point de vue thermodynamique.
Ils sont fabriqués industriellement par la société DuPont de Nemours à partir de 1932 (dichlorodifluorométhane - R12 et trichlorofluorométhane - R11) sous le nom de « fréon ». Ces fluides frigorigènes sont des dérivés du pétrole.

## Restriction d'utilisation depuis le Protocole de Montréal
Depuis le 16 septembre 1987, le Protocole de Montréal, signé par 24 pays et par la Communauté économique européenne et qui compte aujourd'hui 190 pays signataires, est un accord international visant à réduire et, à terme, à éliminer complètement les substances qui appauvrissent la couche d'ozone. La CEE a ainsi depuis voté des lois dans ce sens.
Ce protocole impose la suppression de l'utilisation des CFC (sauf pour des utilisations qualifiées de critiques ou essentielles), de halons, bromure de méthyle et autres substances appauvrissant la couche d'ozone (HCFC, tétrachlorure de carbone, bromochlorométhane, hydrobromofluorocarbone, méthylchloroforme), et cela dans un délai permettant la mise en place de substituts. 
Le Protocole de Montréal invite les intéressés à prendre les mesures nécessaires pour réduire l’émission de fluides frigorigènes dans l’atmosphère ; il s’agit :
- de ne plus utiliser ces produits comme propulseurs (ils furent interdits dès 1978 aux États-Unis pour cette utilisation) ;
- d’améliorer l’étanchéité des circuits frigorifiques ;
- de lutter contre les purges et les rejets dans l’atmosphère ;
- de récupérer systématiquement les fluides frigorigènes[5].

De plus, il recommande de réduire puis d’arrêter la production des gaz les plus néfastes à la couche d’ozone et ceux ayant un impact important sur l’effet de serre. Ce sont les fluides frigorigènes dont la molécule est riche en chlore et dont la durée de vie est grande.
Parmi ces gaz, on trouve :
- les chlorofluorocarbures (CFC)* : le chlore contenu dans leur composition détruit la couche d’ozone. Ils ont également un impact sur l'effet de serre.

En cas de fuite, il est interdit de recharger avec ce fluide.
Il est donc nécessaire de remplacer la totalité du fluide. Parfois, selon l'âge de l'équipement et sa vétusté, il est préférable de changer d'équipement.
Un équipement frigorifique destiné à la destruction doit être impérativement dépollué de ses fluides frigorigènes et lubrifiants ; certains seront détruits (CFC) et d'autres recyclés (huile)[réf. incomplète].
* R11, R12, R502, R504, etc. ;
- les hydrochlorofluorocarbures (HCFC)* : le chlore contenu dans leur composition, détruit la couche d’ozone. Ils ont également un impact sur l'effet de serre.

Pour le moment, la recharge est autorisée. Mais, à partir de 2010, il sera interdit de recharger par des fluides neufs et à partir de 2015, par des fluides recyclés[Passage à actualiser].
* R22, R123, R124, R142b, R401A, R401B, R402A, R402B, R403B, R408A, R409A, R409B, etc. ;
- les hydrofluorocarbures (HFC)* : le chlore est absent de leur composition. Ils ne détruisent donc pas la couche d'ozone mais ont un impact plus ou moins important sur l'effet de serre.

Les restrictions concernant cette famille de gaz sont pour le moment limitées. Au sein de l'Union européenne, les HFC seront interdits dans les climatisations pour automobiles à partir de 2011[Passage à actualiser].
En cas d'investissement ou de remplacement d'un équipement frigorifique, privilégier ceux fonctionnant avec des HFC contenant moins de 2 kg de fluide.
* R14, R23, R125, R134a, R152a, R227, R404A, R407C, R410A, R413A, R417A, R507, R508B, Isceon 59, Isceon 89, Forane 23, Forane FX 80, etc.
Les conférences qui ont suivi ont accentué la tendance et ont écourté les échéances : à la conférence de Copenhague, il a été décidé d’arrêter la production des CFC le 31 décembre 1994 et celle des HCFC le 31 décembre 2014. Les CFC sont aujourd'hui définitivement supprimés à l'exception de quantités très minimes et indispensables (utilisation en médecine, en particulier comme agents propulseurs dans les inhalateurs doseurs, de type Ventoline).

### Traitements des fuites
Du fait de son potentiel de réchauffement global, une fuite d'un kilogramme de réfrigérant de synthèse dans l'atmosphère produit un effet de serre équivalent à celui obtenu par l'émission de 1 000 à plus de 13 000 kg de CO2.
- 1 kg de R134a rejeté dans l'atmosphère produit un effet de serre équivalent à celui généré par l'émission de 1 300 kg de CO2 ;
- 1 kg de R404A rejeté dans l'atmosphère produit un effet de serre équivalent à celui généré par l'émission de 3 943 kg de CO2 ;
- 1 kg de R23 rejeté dans l'atmosphère produit un effet de serre équivalent à celui généré par l'émission de 12 400 kg de CO2 ;
- 1 kg de R508B rejeté dans l'atmosphère produit un effet de serre équivalent à celui généré par l'émission de 12 300 kg de CO2.

Il est maintenant obligatoire de vérifier régulièrement les installations de production frigorifiques pour des applications de réfrigération ou de climatisation.
Toute fuite détectée doit être localisée et faire l'objet d'un enregistrement, d'une réparation et d'un suivi. Le tout doit être documenté pour être présenté à la requête de l'inspection des services de l'environnement. L'exploitant est tenu responsable de la quantité de réfrigérant de synthèse utilisée dans son installation (climatique).
Si la réparation nécessite la vidange de l'équipement, le liquide frigorigène doit être récupéré pour être recyclé.

### Formation, certification des utilisateurs
- En France, un décret de 2007 a précisé les conditions de mise sur le marché, d’utilisation, de récupération, et de destruction des substances de types CFC, HCFC et HFC[9]. Le personnel doit détenir une attestation de capacité (à demander auprès d’un organisme agréé, selon l'arrêté portant agrément d’un organisme pour délivrer aux opérateurs les attestations de capacité prévues par l’article R. 543-99 du code de l’environnement par le ministère de l'Environnement, avant le 4 juillet 2009).
- Un décret du 13 avril 2011 précise la réglementation[10].
- En France, depuis le 5 juillet 2011, toute personne manipulant des fluides frigorigènes doit être titulaire d'une certification dite « attestation d'aptitude », obligatoire avant le 31 décembre 2011. Des formations qualifiantes sont prévues. La nouvelle réglementation relative aux fluides frigorigènes[pas clair] (décret no 2007-737).

## Nomenclature
Les fluides frigorigènes sont dénommés selon la norme 34-1992 de l'ANSI/ASHRAE, approuvée par l'Union internationale de chimie pure et appliquée (IUPAC).
Les codes sont de la forme XYZ-cABCDb4E, avec :
- XYZ : sigle de la famille de composés. Par exemple, pour les fluorocarbures : CFC, HCFC, HFC et PFC. Pour les réfrigérants, on remplace par « R » ;
- c : composé cyclique ;
- A : nombre de liaisons doubles (omis si égal à zéro) ;
- B : nombre d'atomes de carbone - 1(omis si égal à zéro) ;
- C : nombre d'atomes d’hydrogène + 1 ;
- D : nombre d'atomes de fluor ;
- b4 : nombre d'atomes de chlore substitués par des atomes de brome (omis si égal à zéro) ;
- E : lettre pour identifier les isomères : "a", puis "b", etc.

Le 1,1-dichloro-1-fluoroéthane C2H3Cl2F est un  hydrochlorofluorocarbure (HCFC). Il est donc noté HCFC, puis :
- A : 0 (pas de double liaison)
- B : 2 - 1 = 1 (dérivé de l'éthane)
- C : 3 + 1 = 4
- D : 1
- b4 : 0
- E : un des isomères du dichlorofluoroéthane, noté b

Il est donc nommé HCFC-141b ou R-141b.
Dans le cas où la molécule contient du brome, le gaz (toujours du CFC) s'appelle « halon ».
Afin de déterminer la présence ou non de chlore dans la composition du réfrigérant, à partir de la nomenclature ci-dessus, la formule suivante s'applique : Cl = (2xC)-H-(F+2)-Br.
- Exemple : le R114 est composé de deux atomes de carbone et quatre de fluor. La formule s'applique ainsi :

Cl = 2*(1x3)-4 = 2. Le R114 contient alors deux atomes de chlore dans sa composition.
Lorsque ces substances sont utilisées en tant que fluide frigorigène, le « XYZ » est remplacé par la lettre « R », comme réfrigérant. La valeur du premier chiffre qui suit peut prendre alors les valeurs spécifiques suivantes :
- 4 ou 5, il s’agit d’un mélange ;
- 6, il s’agit d’un composé organique autre que des CFC, HCFC, HFC et PFC (exemple : R600 pour le butane) ;
- 7, s'il s’agit d’un composé inorganique (exemples : R717 pour l'ammoniac, R718 pour l'eau, R744 pour le dioxyde de carbone).

La « règle du 90 » permet de retrouver la composition d'un fluide à partir de son code. Dans l'exemple du R32 :
- ajouter 90 au nombre : 32 devient 122 ;
- le premier chiffre donne le nombre d'atomes de carbone : ici 1 ;
- le dernier chiffre donne le nombre d'atomes de fluor : ici 2 ;
- le chiffre du milieu donne le nombre d'atomes d'hydrogène : ici 2 ;
- si le bilan est incomplet, les autres atomes sont généralement des atomes de chlore : R22 donne 112 donc CHClF2.

En France et dans l'Union européenne, les gaz à effet de serre fluorés réglementés sont définis par l'article 2 du règlement (UE) no 517/2014 du 16 avril 2014 relatif aux gaz à effet de serre fluorés.

### Exemples
Exemples de CFC :
- le CFC-12 est un dérivé du méthane, sans hydrogène, avec deux atomes de fluor et deux de chlore. Il a donc pour formule : CF2Cl2 ;
- le CFC-113 est un dérivé de l’éthane, sans hydrogène, avec trois atomes de fluor et trois de chlore. Il a donc pour formule : C2F3Cl3 ;
- le CFC-13B1 (ou halon 1301 ) est un dérivé du méthane, sans hydrogène, avec trois atomes de fluor et un de brome. Il a donc pour formule : CF3Br.

Un exemple de HCFC :
- le HCFC-22 est un dérivé du méthane, avec un atome d’hydrogène, deux atomes de fluor et un de chlore. Il a donc pour formule : CHF2Cl.

Un exemple de HFC :
- le HFC-134a est un dérivé de l’éthane, avec deux atomes d’hydrogène et quatre de fluor. Il a donc pour formule C2H2F4.